# 엔지 브루사드
엔지 브루사드(영어: Enzi Broussard, 2001년 6월 16일~)는 미국의 축구 선수이다.